# Sovana rosato
Il Sovana rosato è un vino prodotto nei territori comunali di Sorano, Pitigliano e Manciano, all'estremità sud-orientale della provincia di Grosseto, nel cuore dell'area del tufo.

## Caratteristiche organolettiche
- colore: rosato brillante
- odore: delicato con sentori floreali e fruttati
- sapore: asciutto, rotondo, fresco, armonico, di buona struttura

## Produzione
Provincia, stagione, volume in ettolitri